# لندن الكبرى
لندن الكبرى (بالإنجليزية: Greater London)‏ هي منطقة إدارية ومقاطعة رسمية من لندن الكبرى. أُنشئت في 1 أبريل 1965 متشكلة من مدينة لندن ومنطقة لندن الإدارية.

## الموقع
لندن الكبرى هي المنطقة الإدارية التي تضم العاصمة البريطانية لندن وضواحيها، وهي واحدة من أهم المدن في العالم من حيث السياسة، والاقتصاد، والثقافة. تغطي مساحة تبلغ حوالي 1,572 كيلومتر مربع، مما يجعلها ثالث أكبر مدينة في أوروبا من حيث المساحة بعد موسكو وإسطنبول.
تقع لندن الكبرى في جنوب شرق إنجلترا على ضفاف نهر التايمز، الذي كان محورًا رئيسيًا للنقل والتجارة منذ العصور الرومانية. تتكون المدينة من 32 ضاحية إدارية بالإضافة إلى مدينة لندن التاريخية، وتُعتبر مركزًا عالميًا للأعمال، التعليم، والسياحة.
تُعرف لندن الكبرى بتنوعها الثقافي، حيث تضم ملايين السكان من مختلف الجنسيات والخلفيات، مما يجعلها واحدة من أكثر المدن تنوعًا في العالم. كما أنها تُعد مركزًا ماليًا عالميًا، حيث تحتضن بورصة لندن ومقرات العديد من الشركات العالمية والبنوك الكبرى.
بالإضافة إلى ذلك، تشتهر لندن الكبرى بمعالمها الشهيرة مثل قصر باكنغهام، برج لندن، ساعة بيغ بن، وعين لندن، وهي وجهة رئيسية للسياح من مختلف أنحاء العالم. كما تتميز بنظام نقل متطور يربطها بباقي المدن البريطانية والعواصم الأوروبية عبر نفق اليوروستار، مطار هيثرو، وشبكة مترو لندن التي تُعد من الأقدم والأكثر ازدحامًا في العالم.

## الموقع الجغرافي العام
- تقع لندن الكبرى في جنوب شرق إنجلترا، وهي عاصمة المملكة المتحدة وأكبر مدنها من حيث عدد السكان والمساحة.
- تمتد على خط العرض 51.5074° شمالًا وخط الطول 0.1278° غربًا، مما يجعلها واحدة من أهم المدن في النصف الشمالي للكرة الأرضية.
- يمر نهر التايمز عبر المدينة من الغرب إلى الشرق، وهو من العوامل الجغرافية الرئيسية التي أثرت في تطور لندن منذ العصور القديمة.

## الامتداد والمساحة
- تغطي لندن الكبرى مساحة 1,572 كيلومتر مربع (607 ميل مربع)، مما يجعلها ثالث أكبر مدينة في أوروبا من حيث المساحة بعد موسكو وإسطنبول.
- تمتد المدينة من ضواحي إيلينغ في الغرب إلى باركينغ وداجنهام في الشرق، ومن إينفيلد في الشمال إلى كرويدون في الجنوب.
- تتكون من 32 ضاحية إدارية إلى جانب مدينة لندن القديمة، التي تشكل المركز المالي الرئيسي.

## الموقع الجغرافي في بريطانيا
- تبعد لندن عن الحدود الاسكتلندية حوالي 600 كم، وعن العاصمة الاسكتلندية إدنبرة حوالي 670 كم.
- تقع على بعد حوالي 130 كم جنوب مدينة برمنغهام، ثاني أكبر مدينة في إنجلترا.
- تبعد حوالي 35 كم عن أقرب نقطة للساحل الإنجليزي على القنال الإنجليزي (بحر المانش)، مما جعلها ميناءً هامًا تاريخيًا.
- يحيط بها حزام لندن الأخضر (Green Belt)، وهو منطقة تحافظ على التوازن البيئي حول المدينة لمنع الامتداد العمراني الزائد.

## الموقع بالنسبة للمواصلات الأوروبية
- تقع لندن بالقرب من بحر المانش، مما يجعلها بوابة رئيسية بين المملكة المتحدة وأوروبا القارية.
- يربطها نفق اليوروستار (Eurotunnel) بمدينة باريس خلال ساعتين فقط عبر القطار السريع.
- تبعد عن بروكسل، عاصمة بلجيكا، حوالي 350 كم، ويمكن الوصول إليها عبر القطارات السريعة في أقل من ساعتين.

## الطقس وتأثير الموقع الجغرافي
- يتمتع موقع لندن الجغرافي بمناخ محيطي معتدل، حيث تتأثر المدينة بتأثيرات تيار الخليج الدافئ القادم من المحيط الأطلسي.
- الصيف عادة معتدل، حيث يبلغ متوسط الحرارة في يوليو 24 C°، أما الشتاء فهو بارد مع متوسط حرارة في يناير 2-5 C°.
- الموقع القريب من نهر التايمز يجعل الرطوبة مرتفعة نسبيًا، مما يؤدي إلى ظهور الضباب في بعض المواسم.

## الأهمية التاريخية لموقع لندن
- تم بناء لندن من قبل الرومان في القرن الأول الميلادي، حيث اختاروا موقعها عند نهر التايمز لإنشاء ميناء تجاري.
- ازدهرت المدينة في العصور الوسطى وأصبحت مركزًا سياسيًا وثقافيًا رئيسيًا خلال عهد الإمبراطورية البريطانية.
- موقعها الاستراتيجي جعلها هدفًا لهجمات عسكرية، مثل القصف الألماني خلال الحرب العالمية الثانية.

## تأثير الموقع على الاقتصاد والتجارة
- يُعد موقع لندن أحد العوامل الرئيسية التي ساهمت في جعلها أكبر مركز مالي في أوروبا، حيث تستضيف بورصة لندن والعديد من الشركات العالمية.
- يقع مطار هيثرو الدولي في الضواحي الغربية للمدينة، وهو واحد من أكثر المطارات ازدحامًا في العالم بسبب موقعه الاستراتيجي.
- يمر عبر لندن نهر التايمز، الذي كان في الماضي أحد أكثر الأنهار استخدامًا في التجارة.

## الأهمية الجغرافية مقارنة بالمدن الأوروبية الكبرى
- بالمقارنة مع المدن الأوروبية الأخرى، تقع لندن:
  - غرب باريس بحوالي 344 كم.
  - شمال مدريد بحوالي 1,260 كم.
  - غرب برلين بحوالي 930 كم.
- هذه المسافات جعلت لندن مركزًا مهمًا للنقل بين القارات.

لندن الكبرى هي واحدة من أكبر المدن في أوروبا من حيث المساحة والسكان.

## توأمة
للندن الكبرى اتفاقيات توأمة مع كل من:
- موسكو (1561 - )
- برلين (2000 - )
- نيويورك (2001 - )
- طوكيو (2005 - )
- بكين (2006 - )[9]
- باريس

## أعلام
- أندي إبراهام.
- أليكسندرا بورك.
- توماس لودج.
- كوامي أنتوني أبيا.
- ديزموند ديكر.
- نيكي هوبكنز.
- جيرمي ثورب.
- ستيفن ويلتشير.
- سارة آدامز.
- ريتشارد أتينبورو.